# Nick Clegg
Sir Nicholas William Peter Clegg (Chalfont St Giles, Buckinghamshire, Inglaterra, 7 de enero de 1967), conocido como Nick Clegg, es un político británico socioliberal. A los 32 años fue elegido diputado al Parlamento Europeo, institución que integró hasta 2004. Desde las elecciones generales del Reino Unido de 2005 a 2017 representó al distrito de Sheffield Hallam en el Parlamento del Reino Unido. En sus inicios como parlamentario asumió como Portavoz de Interior de su partido. Solo dos años después de su entrada a la Cámara de los Comunes fue elegido Líder de los Liberal Demócratas.
Clegg lideró a su partido en las Elecciones generales del Reino Unido de 2010, en la que ningún partido obtuvo la mayoría absoluta de la Cámara de los Comunes. Debido a esta situación, el Partido Conservador de David Cameron formó una coalición de gobierno con los Liberales, nombrándose a Clegg como vice primer ministro del Reino Unido el 11 de mayo de 2010, siendo el segundo título más importante del Gobierno del Reino Unido. Tras las Elecciones generales del Reino Unido de 2015, Clegg renunció al liderazgo de su partido, y producto de la victoria de los conservadores en estos comicios, dejó de ocupar el cargo de vice primer ministro. 
El 19 de octubre de 2018, Clegg fue nombrado Vicepresidente de Asuntos Globales y Comunicación de Facebook en Palo Alto luego de que las acciones de la empresa perdieran 15% de su valor en 2018. Se incorporó a su puesto en enero de 2019.

## Primeros años
Nick Clegg nació en Chalfont St Giles, Buckinghamshire, en 1967, siendo el tercero de cuatro hijos. Su padre medio ruso, Nicolás, era un banquero, y un administrador (y expresidente), de la Daiwa Anglo-Japanese Foundation. Su tatarabuelo, el noble ruso Ignaty Zakrevsky, fue procurador general del Senado en la Rusia Imperial. Su tía bisabuela fue la escritora y agente doble, la baronesa María Ignátievna Budberg, llamada Mura por sus allegados.
Su madre, holandesa, Hermance van den Wall Bake fue maestra de niños con necesidades educativas especiales. En su infancia fue internada con su familia por los japoneses en Batavia (Yakarta), en las Indias Orientales Neerlandesas.
Se crio bilingüe en holandés e inglés y también habla francés, alemán y español.
Clegg fue educado en Caldicott en el sur de Buckinghamshire, y a continuación en la Westminster School de Londres. A los 16 años de edad, durante un intercambio de estudiantes en Múnich, Alemania, realizó servicios comunitarios en el que se vio involucrado en un caso menor de incendio: él y un amigo quemaron una rara colección de cactus que pertenecían a un profesor, algo sobre lo que él dijo no estar «orgulloso».
Estudió en el Robinson College, Cambridge, después de pasar un año sabático como instructor de esquí en Austria, y como junior en la oficina de un banco de Helsinki. En Cambridge, Clegg estudió Arqueología y Antropología. Estuvo activo en el teatro estudiantil, fue capitán del equipo de tenis de la universidad, e hizo campaña para Survival International, por la protección de los derechos de los pueblos indígenas amenazados. En 2008 se informó que Clegg se había sumado a la Asociación Conservadora de la Universidad de Cambridge entre 1986 y 1987.
Después de la universidad se le otorgó una beca para estudiar en la Universidad de Minnesota durante un año, donde escribió una tesis sobre la filosofía política de la Ecología profunda. Luego se mudó a Nueva York, donde trabajó como pasante de Christopher Hitchens en The Nation, una revista de izquierdas.
Al año siguiente, Clegg se trasladó a Bruselas, donde trabajó en una unidad de coordinación de entrega ayuda a los países de la antigua Unión Soviética. Después tomó una segunda maestría en el Colegio de Europa en Brujas, donde conoció a su esposa, la abogada Miriam González Durántez.

## Trayectoria política
En 1993, Clegg recibió el premio David Thomas concedido por el Financial Times. Él fue el primer receptor y fue enviado a Hungría, donde escribió artículos acerca de la privatización en masa de las industrias en el antiguo bloque comunista.
En abril de 1994 tomó un puesto en la Comisión Europea para trabajar en el programa TACIS. Durante dos años fue responsable del desarrollo de programas de ayuda directa, por valor de € 50.313 millones, en Asia Central y el Cáucaso. Estuvo involucrado en las negociaciones con Rusia sobre derechos de sobrevuelo de las líneas aéreas, y puso en marcha una conferencia celebrada en Taskent en 1993, que fundó TRACECA - el corredor de transporte de Europa, el Cáucaso y en Asia, también conocida como la «Nueva Ruta de la Seda». El Comisario de Comercio de León Brittan ofreció a Clegg un trabajo en su oficina privada, como asesor sobre la Unión Europea y escritor de discursos. Como parte de esta función, Clegg estuvo a cargo del equipo de la CE en las negociaciones de adhesión de China y Rusia a la Organización Mundial del Comercio.

### Parlamento Europeo
Clegg fue seleccionado como el euro-candidato Liberal Demócrata a la región de Midlands del Este en 1998. Tras su elección en 1999, fue el primer diputado liberal elegido en la región de Midlands del Este desde 1931.
Clegg trabajó durante su mandato como diputado en el Parlamento Europeo para apoyar al partido en la región. Cofundó la Campaña para la reforma parlamentaria, durante la cual pidió reformas en los gastos y la rendición de cuentas ante el Parlamento Europeo. Fue elegido portavoz de Comercio e Industria del Partido Europeo Liberal Demócrata Reformista (ELDR), y condujo a la legislación de «desagregación del bucle local» (la apertura de las redes telefónicas de Europa para la competencia).
Clegg impulsó una campaña contra la tala ilegal, y escribió un informe que aboga porque la Organización Mundial del Comercio (OMC) debería permitir que un embargo sobre la madera talada ilegalmente. Clegg trabajó con su colega Chris Davies, en la legislación para prohibir los cosméticos experimentados en animales.
También trabajó con los diputados Verdes sobre la legislación para liberalizar el sector de la energía de la UE, argumentando que la liberalización es un instrumento fundamental para promover una mayor eficiencia energética y la sostenibilidad.
Clegg decidió abandonar Bruselas en 2002, argumentando que la batalla para convencer al público de los beneficios de Europa se estaba librando en su casa, no en Bruselas.
Clegg trabajó en colaboración con Allan durante toda la campaña en Sheffield Hallam y obtuvo el escaño en las elecciones generales de 2005 con más del 50% de los votos, y una mayoría de 8.682.
Tras su elección, Clegg fue promovido por el líder Charles Kennedy a ser el portavoz del partido en Europa, centrándose en la preparación del partido para el referéndum previsto sobre la Constitución Europea y en calidad de diputado de Asuntos Exteriores Portavoz Menzies Campbell. Tras la dimisión de Charles Kennedy, en enero de 2006, Clegg fue presentado como un candidato posible de liderazgo. Sin embargo, él se apresuró a declarar su apoyo a Sir Menzies Campbell, quien ganó las elecciones.

### Líder del Partido Liberal Demócrata

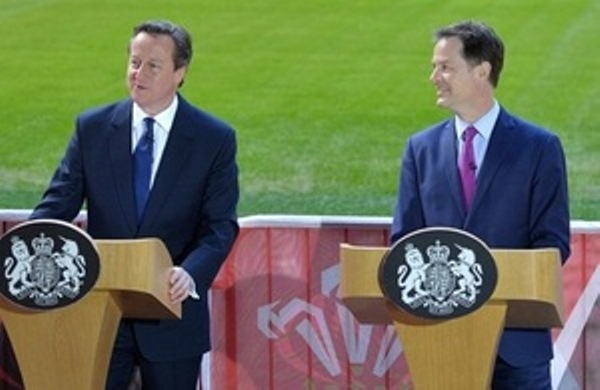
Nick Clegg y David Cameron cuando anuncian la formación de una coalición de Gobierno.

Después de las elecciones por el liderazgo de 2006, Clegg fue promovido a ser portavoz de Asuntos de Interior.
Tras la dimisión de Campbell, Clegg fue considerado por gran parte de los medios de comunicación como principal candidato en la elección de liderazgo.
En su discurso de aceptación tras su victoria en la contienda por el liderazgo, Clegg se declaró «un liberal por temperamento, por instinto y por educación» y que cree que Gran Bretaña es «un lugar de tolerancia y pluralismo». Él declaró que sus prioridades son: la defensa de las libertades civiles y proteger el medio ambiente.
Recientemente ha apoyado «intervencionismo liberal», argumentando que la «invasión injustificada de Irak» no debe debilitar el apoyo para ello. Expresó que debe haber más énfasis en una política exterior más humanitaria.
Como líder de los liberales demócratas en las elecciones generales británicas de 2010, tuvo una gran visibilidad durante el primer debate televisado, lo que le hizo ganar 10 puntos en la intención de voto, situándose codo con codo con sus oponentes Gordon Brown (laborista) y David Cameron (conservador). Se beneficia de los escándalos de enriquecimiento personal que han manchado la imagen de los dos principales partidos.
Hizo campaña sobre temas no políticos, en particular denunciando las "promesas incumplidas" del New Labour. En su clip de campaña dice: "Ha habido demasiadas promesas incumplidas en los últimos años. Nuestro país está plagado de ellos. (...) Creo que es hora de cambiar. Creo que es hora de trabajar por la justicia. Creo que es hora de que se cumplan las promesas. Excluye la hipótesis de un acuerdo con los laboristas, que sigue considerando "demasiado colectivista". Representa el ala derecha de los Lib-Dems, ya que el electorado del partido está "más a la izquierda". El resultado de los liberal-demócratas fue más débil de lo esperado, subiendo sólo un punto, y provocando la pérdida de cinco escaños en el Parlamento.
Tras las elecciones, llegó a un acuerdo con los conservadores. Fue nombrado vice primer ministro y heredó el título de "Señor Presidente del Consejo" en el gobierno de David Cameron. Tras la votación de un importante plan de austeridad y la posibilidad de que las universidades tripliquen las tasas de matrícula, los LibDems fueron acusados de haber sacrificado sus promesas de campaña y sufrieron una fuerte caída de popularidad. Nick Clegg declaró que lamentaba el "emocionalismo visceral" de su electorado.
Nada más conocerse los resultados de las elecciones generales del Reino Unido de 2015, el 8 de mayo, en las que los liberal demócratas obtuvieron tan solo ocho escaños frente a los cincuenta y siete de la pasada legislatura, Nick Clegg anunció su dimisión como líder del partido.
En 2017 perdió su escaño por Sheffield Hallam, siendo sucedido por el laborista Jared O'Mara.

## Trayectoria después del Parlamento

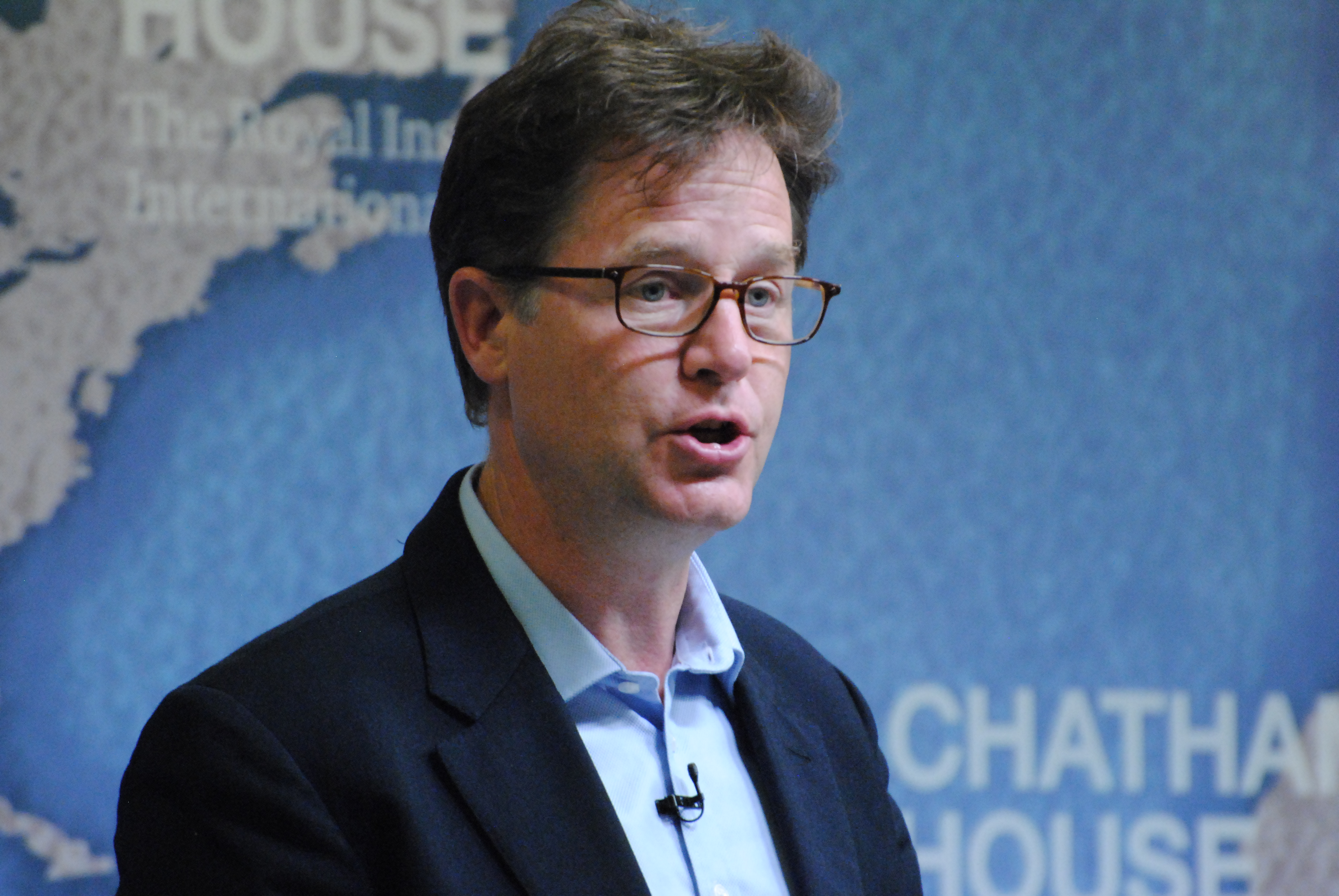
Nick Clegg en una charla de 2017

### Brexit
En mayo de 2018, Clegg se unió a David Miliband y Nicky Morgan pidiendo un Brexit suave. El 23 de junio de 2018, Clegg participó en la marcha convocada por People's Vote en Londres para conmemorar el segundo aniversario del referéndum para abandonar la Unión Europea. People's Vote es un grupo que pedía una votación pública sobre el acuerdo final Brexit entre el Reino Unido y la Unión Europea.

### Medios de comunicación
Desde enero de 2013, Clegg ha presentado un programa de radio semanal en LBC llamado Call Clegg. Inicialmente emitido en el área de Londres, el programa tuvo ámbito nacional junto con la LBC en febrero de 2014. El programa fue nominado para dos Premios de la Academia de Radio en 2014. Desde abril de 2018, Clegg ha liderado un pódcast llamado Anger Management with Nick Clegg, que entrevista a personas conocidas sobre la política de la ira. Desde el primer episodio, se ha presentado en The Guardian en Podcast de la semana.

### Facebook
En octubre de 2018 se anunció que Clegg había sido contratado como responsable oficial de relaciones públicas en su papel de Vicepresidente de Asuntos Globales y Comunicación en Facebook, sustituyendo a Elliot Schrage. Su salario anual es de 4.500.000 euros, lo que supone sesenta veces lo que ganaba como diputado.

## Vida personal

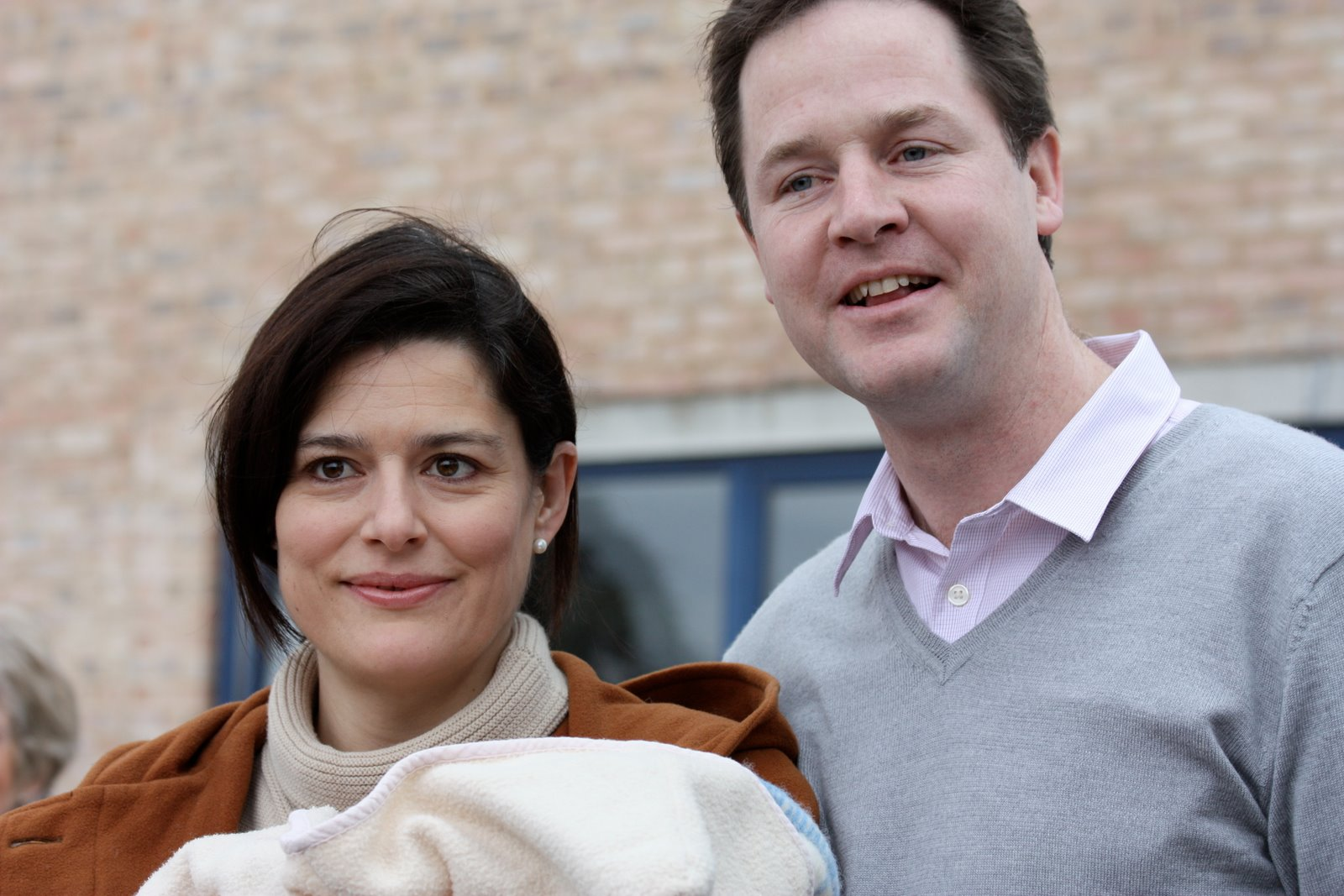
Clegg y su esposa en 2009.

En 2000, Clegg se casó con la abogada española Miriam González Durántez a quien conoció en el Colegio de Europa en Brujas, Bélgica. La pareja tiene tres hijos: Antonio, Alberto y Miguel. González insistió en llamarlos en español dado que ya iban a tener el apellido "Clegg" en inglés. Ella es católica y sus hijos profesan la misma religión, a pesar de que Clegg no es creyente. González es hija de dos maestros de Olmedo, en la provincia española de Valladolid. Su padre, José Antonio González Caviedes fue miembro del Partido Popular, alcalde de Olmedo y miembro del Senado español desde 1989 hasta su muerte en 1996. Estudió Derecho en la Universidad de Valladolid y luego ganó una beca de posgrado en el Colegio de Europa en Brujas, Bélgica.
Desde enero de 2019 tras su fichaje por Facebook, la familia se ha trasladado a vivir a Palo Alto, California.